# Koishii e Hush
Simon Langford e Alex Sowyrda, conhecidos como Koishii & Hush são produtores e mixers de música eletrônica. A Dupla já lançou 8 Cds apresentando versões eletrônicas de Trance, Club e House nas vozes de diferentes cantores.
Fizeram mixes para Mick Jagger (vocalista dos Rolling Stones), Erasure (dupla que tem mais de 25 milhões de álbuns vendidos em todo o mundo), Cassie (estrela da R&B americana), Gia Farrell e Dannii Minogue (irmã da cantora Kylie Minogue).
Koishii & Hush já lançaram Cds em parceira com o grupo britânico INXS, com a ex-integrante do grupo HearSay (1º grupo formado no programa popstar britânico) Suzanne Shaw e com a banda When in Rome.
Um dos álbuns mais recente de Koishii & Hush, feito com a cantora Catherine Mcqueen, esteve no ranking da Billboard. Ao longo da carreira, três singles da dupla já alcançaram a primeira posição do Top 20 da Billboard.
Eles também gravaram com a atriz e cantora Amy Jo Johnson (Felicity), a música Since You're Gone, single do mais recente CD da dupla: Souvenirs.